# Brownie King
Brownie King (31 gennaio 1934) è un pilota automobilistico statunitense, ormai ritirato, nel campionato NASCAR Grand National (adesso chiamato Monster Energy NASCAR Cup Series).
Ha partecipato sia alla Daytona 500 del 1959 che nella Daytona 500 del 1960. Prima della creazione della Daytona 500, ha guidato molte volte nelle gare NASCAR della Daytona Beach and Road Course.
Nella 1957 NASCAR Grand National Series è arrivato nono in classifica.
Nel 1959, si è piazzato quinto nella NASCAR Convertible Division.
Nel 1962 ha vinto il campionato su pista alla Bristol Motor Speedway.